# Stora Vargen anropar
Stora Vargen anropar (originaltitel: Father Goose) är en amerikansk komedi- romantik- och krigsfilm från 1964 med Cary Grant i huvudrollen. Den regisserades av Ralph Nelson.

## Handling
Under andra världskriget "övertalar" den brittiska flottan, med kommendörkapten Frank Houghton (Trevor Howard) i spetsen, Walter Christopher Eckland (Cary Grant) att bunkra ner sig på en liten ö för att spana efter japanska flygplan. På grund av olika förvecklingar får han snart sex barn och deras lärarinna (Leslie Caron) på halsen. När lärarinnan försöker lära den oborstade Walter lite hyfs så uppstår inte bara komik utan också kärlek.

## Rollista (i urval)
- Cary Grant
- Leslie Caron
- Trevor Howard
- Jack Good